# 紀伊日置駅
紀伊日置駅（きいひきえき）は、和歌山県西牟婁郡白浜町矢田にある、西日本旅客鉄道（JR西日本）紀勢本線（きのくに線）の駅である。
白浜町の日置川地区で唯一の鉄道駅だが、その地区の中心とは2 - 3km程離れている。

## 歴史
- 1936年（昭和11年）10月30日：国鉄紀勢西線の紀伊椿駅（現在の椿駅）から周参見駅までの延伸に伴い開業[1][2]。
- 1959年（昭和34年）7月15日：現在の紀勢本線が全通、紀勢本線所属となる[1]。
- 1969年（昭和44年）1月24日：同駅付近で名古屋発天王寺行き921列車を牽引していたディーゼル機関車が脱線し、7メートル下の水田に落ちて転覆する事故が発生した。客車には機関車から切り離されたことで非常ブレーキがかかり、奇跡的に同駅ホームに停車した。
- 1971年（昭和46年）7月1日：貨物の取り扱いを廃止[2]。
- 1984年（昭和59年）2月1日：荷物扱い廃止[2]。
- 1985年（昭和60年）3月14日：無人化[3]。
- 1987年（昭和62年）4月1日：国鉄分割民営化により、西日本旅客鉄道（JR西日本）の駅となる[1][2]。
- 2021年（令和3年）3月13日：ICカード「ICOCA」の利用が可能となる[4]。

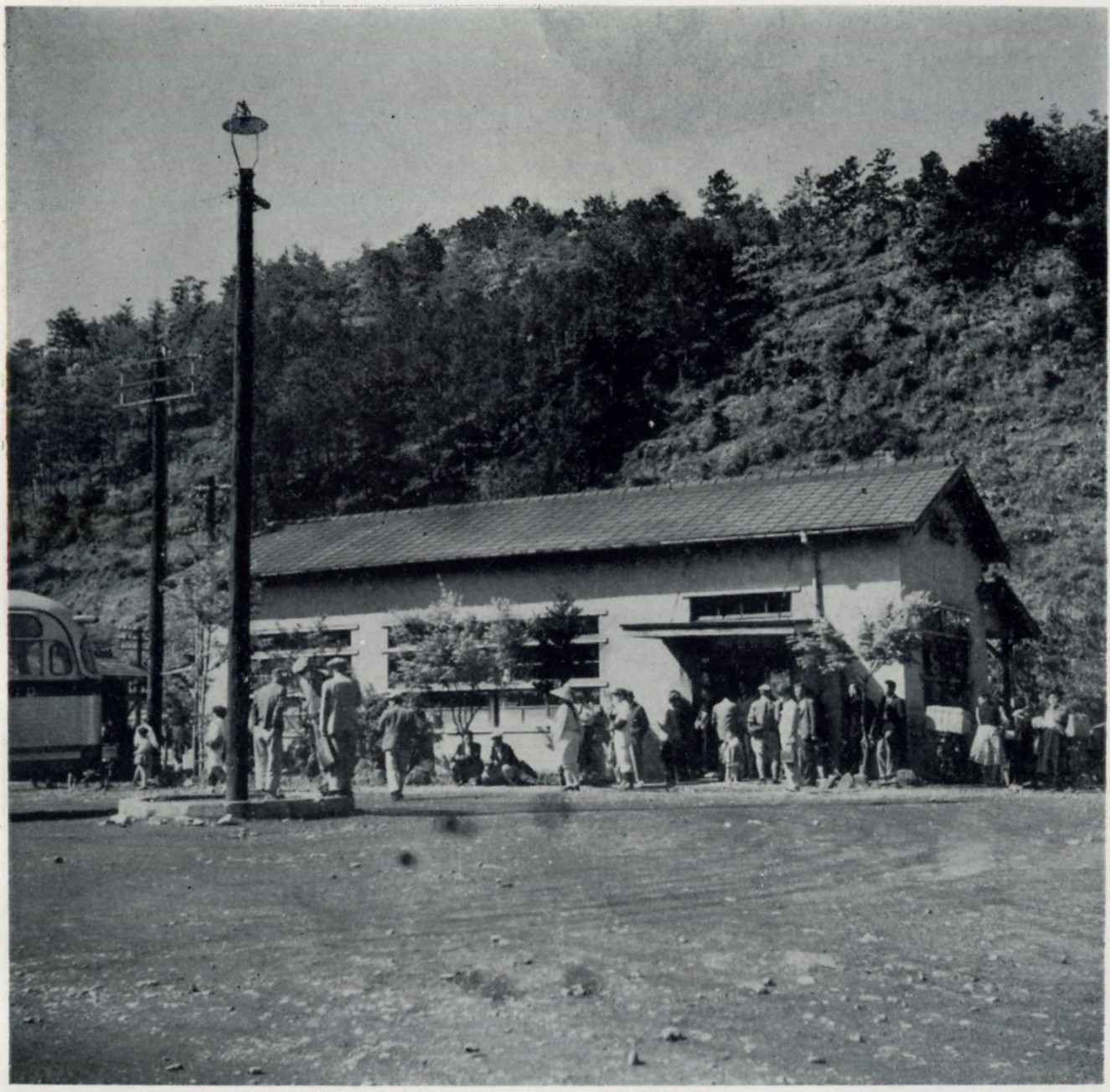
1954年（昭和29年）頃の駅舎

## 駅構造
相対式ホーム2面2線をもち、列車同士の行き違いが可能な地上駅である。2線のほかに側線も有し、保線用の車輛が留置されていることもある。駅舎は串本・新宮方面行きホームに接しており、ホームへは階段を数段上がる。紀伊田辺・和歌山・天王寺方面行きホームへは、跨線橋を渡る。
駅舎は木造で古くからのもの。天井が周りの駅舎に比べると少し高く、明り取りの窓もある。出札窓口が残るが紀伊田辺駅管理の無人駅となっており、自動券売機や乗車駅証明書発行機などの設置もない。2021年3月13日よりICOCAが利用可能になっている。駅舎横にトイレが設置されている。

### のりば
| のりば | 路線       | 行先                 |
| ------ | ---------- | -------------------- |
| 1      | きのくに線 | 周参見・新宮方面     |
| 2      | きのくに線 | 紀伊田辺・和歌山方面 |

- 上表の路線名は旅客案内上の名称（愛称）で表記している。

## 利用状況
近年の1日平均乗車人員は以下の通り。
| 年度   | 1日平均 乗車人員 |
| ------ | ---------------- |
| 1998年 | 223              |
| 1999年 | 214              |
| 2000年 | 189              |
| 2001年 | 147              |
| 2002年 | 137              |
| 2003年 | 132              |
| 2004年 | 125              |
| 2005年 | 119              |
| 2006年 | 106              |
| 2007年 | 99               |
| 2008年 | 93               |
| 2009年 | 102              |
| 2010年 | 88               |
| 2011年 | 86               |
| 2012年 | 78               |
| 2013年 | 86               |
| 2014年 | 90               |
| 2015年 | 94               |
| 2016年 | 85               |
| 2017年 | 79               |
| 2018年 | 84               |
| 2019年 | 72               |
| 2020年 | 66               |
| 2021年 | 61               |
| 2022年 | 55               |

この駅は日置川地区にある唯一の鉄道駅であるが、地区の中心部から離れているため利用者は決して多いとはいえない。この駅の主な利用客は、隣接する田辺市の高等学校に通学する生徒たちである。

## 駅周辺
前述した通り、当駅は日置川地区の中心部から離れているため、中心部へのアクセスは駅前のタクシー・または定期運行のバス（明光バス）などを利用する。狭いながら、バス・タクシー乗り場としての簡易な駅前広場（ロータリー）を有する。
- 日置川
- 白浜警察署日置駅前駐在所
- 白浜町立安宅小学校
- 日置川インターチェンジ（紀勢自動車道）

## 隣の駅
西日本旅客鉄道（JR西日本）
 きのくに線（紀勢本線）
周参見駅 - 紀伊日置駅 - 椿駅